# Regina Smendzianka
Regina Smendzianka (Toruń, 9 de octubre de 1924 – 15 de septiembre de 2011) fue una pianista polaca.

## Biografía
Regina Smendzianka comenzó sus apariciones públicos cuando contaba con ocho años sorprendiendo al público con sus interpretaciones tan maduras de clásicos. En 1949 fue premiada por el jurado en el cuarta edición del Concurso Internacional de Piano Frédéric Chopin con el undécimo puesto poco después de graduarse en la Academia de Música de Cracovia con grandes notas. Fue discípula de Zbigniew Drzewiecki de 1950 a 1955 y justo después lanzó su carrera internacional. Smendzianka fue profesora en la Universidad de Música Fryderyk Chopin de Varsovia hasta 1996, con un interludio donde sirvió brevemente como rectora de la institución. Entre sus estudiantes figuran granes intérpretes de la música clásica como  Andrzej Dutkiewicz, Elżbieta Karaś-Krasztel, Maria Korecka, Ewa Kupiec, Elżbieta Tarnawska, Sławomir Dobrzański, Maciej Grzybowski, Nina Drath, Jesús María Figueroa, Rosa María Delsordo, Kazimierz Brzozowski, Moto Harada, Artur Cieślak o Yumi Toyama. Smendzianka fue jurado en cuatro ocasiones del Concurso Internacional de Piano Frédéric Chopin (1970, 1980, 1995 y 2000).